# Konrad Naumann
Konrad Naumann (Lipcse, 1928. november 25. – Guayaquil, Ecuador, 1992. július 25.) német politikus.

## Élete
Tudatosan építette karrierjét: kezdetben a regionális politikában szerepelt, 1966 és 1986 közt viszont a SED elnökségi tagja volt.
1976. májusában a párt Politikai Bizottságának is tagja lett. E bizottság legtöbb tagja élete végéig tag maradt, de Naumann a kivételek közé tartozik: 1985. októberében olyan beszédet mondott, ami ellentmondott a párt irányvonalának.